# Измарагд
«Измара́гд» или «Исмара́гд» (от др.-греч. σμάραγδος — смарагд, изумруд) — древнерусский сборник поучений устойчивого состава. Предназначался для домашнего и келейного чтения. Большую часть статей составляют произведения на тему христианской морали.

## Текстология
Древнейший известный список относится ко второй половине XIV века. Широкое распространение «Измарагд» получил в списках XVI—XVII веков. Существуют две основные редакции памятника. Некоторые исследователи выделяют большее число редакций. В первой редакции 88 словес, во второй — 165. Вторая редакция представляет собой значительно пополненную переделку первой.
Одним из возможных источников «Измарагда» является «Златоуст». В отношении других источников у исследователей имеются разногласия.

## Содержание
«Измарагд» включает тексты о необходимости милостыни и нищелюбия, поучения с осуждением неправедного богатства, призывом к соблюдению поста, напоминания о Страшном суде и грядущем конце света и др. Среди глав «Измарагда» «Притча Иоанна Златоуста о блудном сыне», «Слово от патерика, яко не достоит от церкви итти егда поют», «Притча Варлаама о трех друзех», «Слово о некоем блуднице, иже милостыню творя, а блуда не остави», «Слово о старце, иже молитвою с небесе сведе дождь» и др.

## Значение
«Измарагд» читался чаще и имел большее значение в XVI—XVII веках, чем более известный в XIX и XX веках «Домострой», который сам зависел от «Измарагда».

## Smaragdus
В IX—X веках сборники с похожим содержанием и названием, подобным «Измарагду» — лат. «Smaragdus», имели хождение и на Западе.

## Галерея

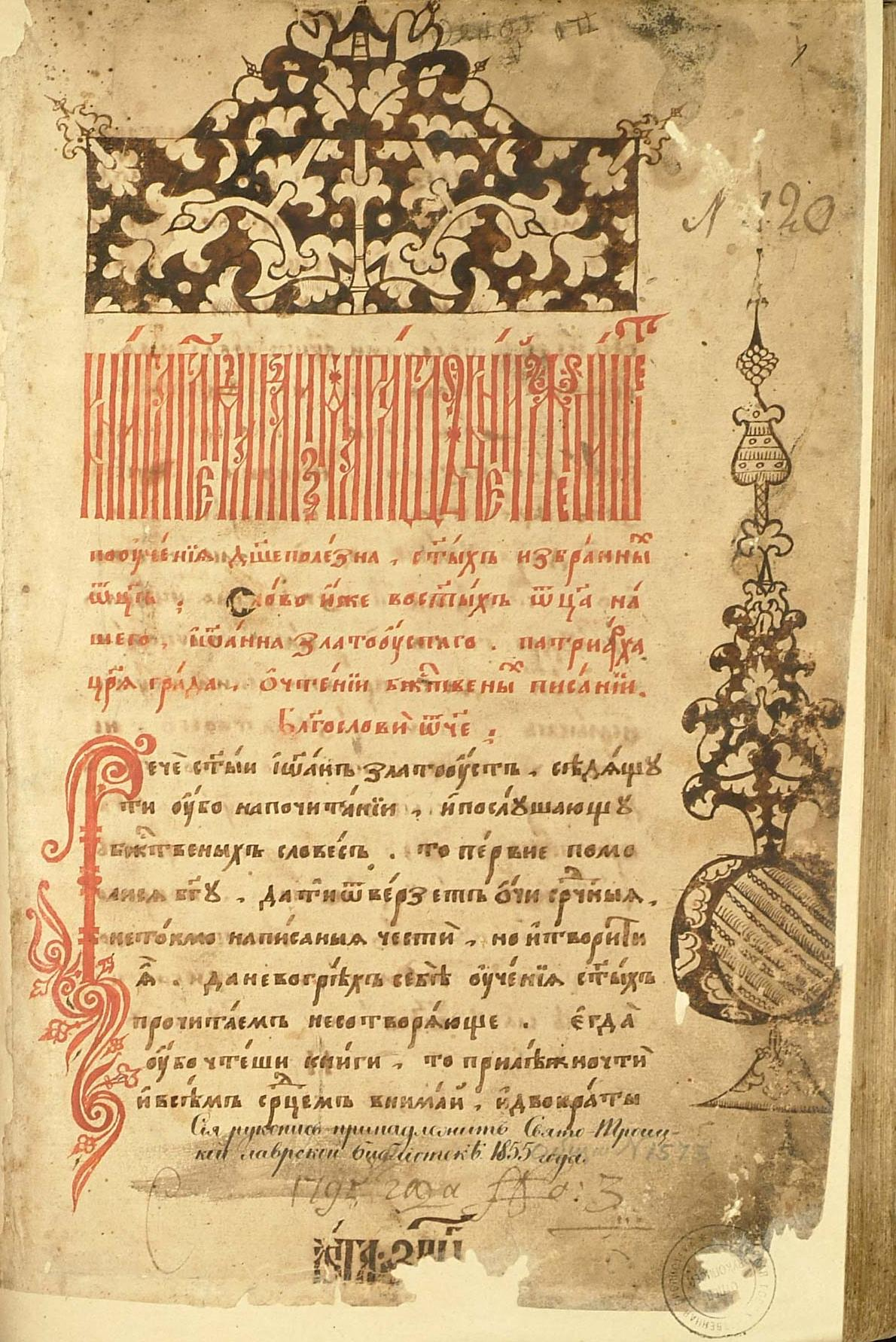
Начало списка начала XVII века
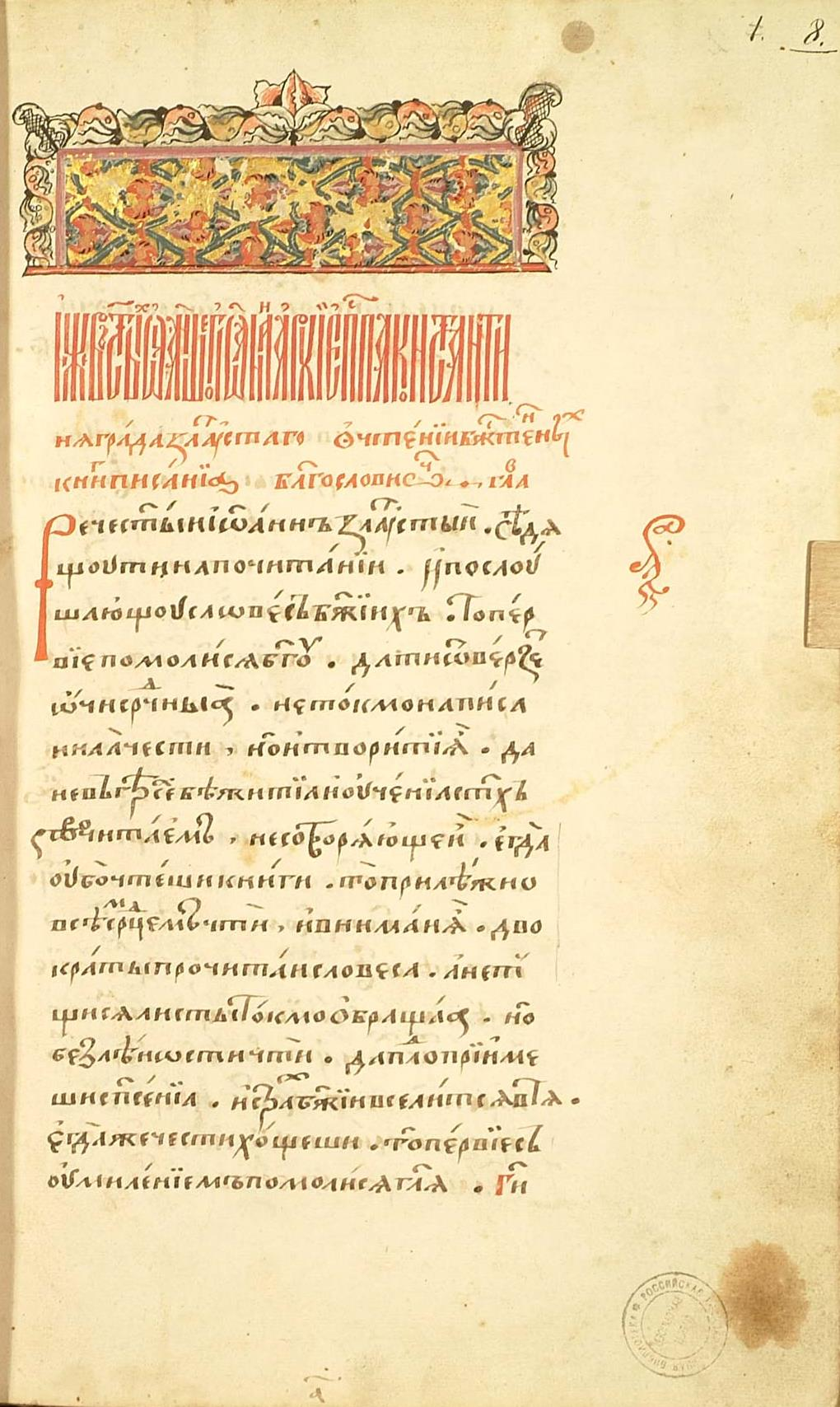
Страница списка